# Ptilodexia
Ptilodexia är ett släkte av tvåvingar. Ptilodexia ingår i familjen parasitflugor.

## Dottertaxa tillPtilodexia, i alfabetisk ordning[1]
- Ptilodexia agilis
- Ptilodexia angulata
- Ptilodexia anthracina
- Ptilodexia argentina
- Ptilodexia arida
- Ptilodexia californica
- Ptilodexia canescens
- Ptilodexia carolinensis
- Ptilodexia cingulipes
- Ptilodexia conjuncta
- Ptilodexia constrictans
- Ptilodexia discolor
- Ptilodexia flavotessellata
- Ptilodexia fraterna
- Ptilodexia fumipennis
- Ptilodexia halone
- Ptilodexia harpasa
- Ptilodexia imitatrix
- Ptilodexia incerta
- Ptilodexia lateralis
- Ptilodexia macroptera
- Ptilodexia maculata
- Ptilodexia major
- Ptilodexia mathesoni
- Ptilodexia muscaria
- Ptilodexia obscura
- Ptilodexia omissa
- Ptilodexia pacifica
- Ptilodexia planifrons
- Ptilodexia ponderosa
- Ptilodexia praeusta
- Ptilodexia prexaspes
- Ptilodexia punctipennis
- Ptilodexia rubricauda
- Ptilodexia rubricornis
- Ptilodexia rubriventris
- Ptilodexia rufianalis
- Ptilodexia rufipennis
- Ptilodexia rutilans
- Ptilodexia sabroskyi
- Ptilodexia scutellata
- Ptilodexia simplex
- Ptilodexia simulans
- Ptilodexia sororia
- Ptilodexia spinosa
- Ptilodexia strenua
- Ptilodexia striata
- Ptilodexia strigilata
- Ptilodexia tincticornis
- Ptilodexia tinctipennis
- Ptilodexia varipes
- Ptilodexia vittigera
- Ptilodexia ypsiliformis